# Kroatischer Eishockeyverband
Der Kroatische Eishockeyverband (kroatisch: Hrvatski savez hokeja na ledu HSHL) ist der 1935 gegründete nationale Eishockeyverband Kroatiens. Die Geschäftsstelle des Verbandes befindet sich in Zagreb. Auf internationaler Ebene repräsentieren u. a. die Nationalmannschaften der Männer und der Frauen den Verband. Präsident des Verbands ist Vjekoslav Jadresić. Insgesamt sind nach Angaben der IIHF 609 Eishockeyspieler registriert, davon 133 Männer, 74 Frauen und 313 Junioren.